# Mavinahalli, Hospet
Mavinahalli là một làng thuộc tehsil Hospet, huyện Bellary, bang Karnataka, Ấn Độ.